# Vernonia evrardiana
Vernonia evrardiana là một loài thực vật có hoa trong họ Cúc. Loài này được Kalanda miêu tả khoa học đầu tiên năm 1986.